# E-Solex
L’e-Solex est un cyclomoteur électrique créé par Jean-Pierre Bansard et commercialisé depuis 2006 par la société Sinbar qui est le successeur du Solex.
L’e-Solex reprend l’allure du Solex qui a marqué les mémoires avec plus de sept millions d'unités vendues de 1946 à 1988. Cette silhouette caractéristique du Solex est modernisée par Pininfarina alors qu’une motorisation électrique dans la roue arrière vient remplacer le moteur avant et sa transmission par galet.
Le cylindre caractéristique au-dessus de la roue avant est conservé et devient un petit coffre.
La version actuelle (septembre 2015) est l'e-Solex 2.0 produit depuis 2009.
La marque Solex et tous les modèles actuels sont rachetés en 2013 par la société Easybike, spécialisée dans les vélos à assistance électrique détenue par les sociétés Sigma et Aster ainsi que des business angels et des fonds familiaux. Easybike annonce qu'une partie de la production des vélos à assistance électrique sera relocalisée en France à partir de 2014, dans un nouvel atelier situé à Saint-Lô dans la Manche. Le groupe Easy Bike se nomme aujourd'hui le groupe Rebirth. 
Les modèles e-Solex restent intégralement produits en Chine pour le moment[Quand ?].
Une nouvelle version du e-Solex est prévue pour 2015, et pourrait également être assemblée en France.

## Caractéristiques générales
- Moteur électrique Brushless 400 W, 36 V dans le moyeu de la roue arrière
- Batterie : lithium-polymère 37 V, 16 Ah, 380 × 90 × 90 mm, 3,9 kg. Recharge : 70 %/4 h et 100 %/8 h
- Vitesse maximum : 35 km/h (selon législation du pays de circulation)
- Poids (batterie incluse) : 43,9 kg
- Autonomie : environ 1 h 30 (soit entre 25 et 40 km) selon conditions d’utilisation
- Dimensions : hauteur : 1,10 m, largeur : 0,66 m, longueur : 1,66 m
- Hauteur de selle : minimum : 80 cm, maximum : 95 cm

## Équipements
- Indicateur de vitesse, indicateur de charge, répétiteurs, compteur kilométrique
- Coffre AV à clé (charge maximale 0,3 kg), porte-bagages AR
- Pédalier, pédales repliables
- Chargeur de batterie

## Problèmes connus
Après l'achat de leur e-Solex V1 ou V2, de nombreux consommateurs ont rapporté de nombreuses défaillances, ainsi qu'un SAV peu réactif.